# حلية المتقين
حلية المتقين هو كتاب أحاديث نبوية مكتوب باللغة الفارسية عن الأخلاق والتعاليم والتقاليد الإسلامية، يحتوي الكتاب على الروايات الصحيحة والمُعتبرة عند الشيعة، كتبهُ محمد باقر المجلسي، ترجمهُ إلى الإنجليزية سيد أثر حسين رضوي ونشرتهُ دار المطبوعات الأنصارية في عام 2013.

## الهدف من كتابته
بحسب مُقدمة الكتاب، فقد كُتب بسبب طلب مجموعة من المُسلمين من المجلسي أن يكتُب كتابًا باللغة الفارسية في الآداب الإسلامية من تعاليم وتقاليد أحاديث أهل البيت.

## تاريخ الكتابة
وفقًا لمخطوطة فإنَ تاريخ كتابة هذا الكتاب هو 1671م، ولكن في كتاب آخر ذُكر ان تاريخ إنشاء هذا الكتاب هو 1668م.
وقد ذكر الشيخ آغا بزرك الطهراني في كتابه الذريعة في تصانيف الشيعة تاريخ الانتهاء من تأليفه في سنة 1081 هجرية.

## المحتوى والأبواب
يحتوي الكتاب على 14 بابًا وكل باب يحتوي على أثني عشر فصلاً عن الأخلاق والآداب والبعض من أحكام الفقه والأدعية، ويحتوي الكتاب أيضًا على فصل إضافي عن بعض الآداب المتنوعة وفوائدها، وهذهِ هي عناوين الأبواب:
- آداب الملابس
- آداب الحلي والخواتيم والتزين [10]
- آداب الطعام والشراب
- فضيلة الزواج وكيفية معاملة النساء وتربية الأولاد
- آداب السواك وتسريح الشعر وآداب قص الشعر والأظفار والشوارب
- آداب الطيب وفضله وماء الورد وآستحباب الإدهان وآدابه
- آداب الحمام وتنظيف البدن والرأس والتدهين.
- آداب السهر والنوم والذهاب إلى بيت الخلاء
- آداب الحجامة وذكر بعض الأدوية ومعالجة بعض الأمراض وذكر بعض الأدوية والأحراز.
- آداب وأحكام العشرة وحقوق الناس
- آداب السلام وفضله وآداب المصافحة والمعانقة وآداب المجالس وأمثال ذلك
- آداب الدخول والخروج من البيت وسائر ما يتعلق بذلك
- آداب السفر
- خاتمة: في بيان بعض الفضائل المتفرقة [11]

## ترجمات وتلخيصات
- كتاب مختصر حلية المتقين للعلامة المجلسي مرتب على أربعة عشر بابا لمحمد باقر بن محمد جعفر الفشاركي الأصفهاني.[12]
- مختصر الأبواب في السنن والآداب، منتخب من كتاب «حلية المتقين»، للمحدث الشيخ عباس بن محمد رضا القمي المعاصر.[13]
- تهذيب الإسلام ترجمة ل‍ «حلية المتقين» الفارسي إلى الأردوية للسيد مقبول أحمد الدهلوي.[14]

- حلية المتقين في الآداب والسنن والأخلاق؛ تحقيق وتعريب خليل رزق العاملي.[15]